# 塞薇利娅·加比奥尼
塞薇利娅·加比奥尼（前100年—前42年）马可斯·布鲁图斯的母亲。塞薇利娅是少数在古罗马的历史纪录中被提名的妇女。她非常有雄心。为了得到凯撒的青睐，她给凯撒写了一封情书，并让人将它送到元老院去交给凯撒，当凯撒在会议间偷偷读这份情书时，塞薇利娅·加比奥尼的同母異父弟弟（小加圖）以为凯撒在搞阴谋控告凯撒。凯撒说他读的不是阴谋信，而是一封情书，但因为许多在场的元老不相信他，他被迫交出这封情书，导致了一场轰然丑闻。塞薇利娅与凯撒之间的情人关系一直持续到凯撒被刺。
虽然刺杀凯撒的是塞薇利娅的儿子，刺杀者還在凯撒死后到塞薇利娅的家里聚会，且塞薇利娅也在會議當中为他们出謀劃策，但是塞薇利娅在后来没有遭到迫害。